# Wiktor Komorowski (pilot)
Wiktor Komorowski (ur. 27 maja?/8 czerwca 1887 w Mińsku, zm. 23 sierpnia 1952 we Wrocławiu) – kapitan pilot Wojska Polskiego, as myśliwski z okresu I wojny światowej. Walcząc w latach 1914-1916 w Carskich Siłach Powietrznych strącił 6 samolotów nieprzyjaciela. Kawaler Orderu Virtuti Militari.

## Życiorys
W 1917 roku wstąpił do I Korpusu gen. Józefa Dowbór-Muśnickiego, aresztowany, następnie został lotnikiem radzieckim. 1 sierpnia 1919 roku wstąpił do Wojska Polskiego. Wraz z 4. eskadrą lotniczą przy V Dywizji Legionów uczestniczył w wyprawie kijowskiej i został jej dowódcą, w 1920 roku został dowódcą 36. eskadry lotniczej i komendantem oficerskiej szkoły lotniczej w Grudziądzu oraz dowódcą 5. eskadry lotniczej w Toruniu.
Z dniem 1 kwietnia 1922 został przeniesiony w stan nieczynny na okres jednego roku bez prawa do uposażenia. Następnie pełnił służbę w Szkole Mechaników Lotniczych w Bydgoszczy, pozostając oficerem nadetatowym 3 pułku lotniczego w Poznaniu. W marcu 1923 został przydzielony do macierzystego pułku. W czerwcu 1927 został przeniesiony do kadry oficerów lotnictwa z równoczesnym przydziałem do Centralnej Składnicy Lotniczej. Z dniem 31 grudnia 1928 został przeniesiony w stan spoczynku.
II wojnę światową spędził jako internowany w Rumunii. W 1946 r. powrócił do Polski. 16 kwietnia 1951 roku aresztowany pod zarzutem nielegalnego posiadania broni i niepoinformowania władzy o nielegalnym przekraczaniu granicy przez syna Bogdana i przez Włodzimierza Turskiego. 19 listopada 1951 roku skazany wyrokiem Wojskowego Sądu Rejonowego we Wrocławiu na karę półtora roku pozbawienia wolności. Osadzony w więzieniu nr 1 przy ul. Kleczkowskiej we Wrocławiu, nie przetrzymał trudów uwięzienia i zmarł w niewyjaśnionych okolicznościach 23 sierpnia 1952 roku.

## Ordery i odznaczenia
Za swą służbę otrzymał odznaczenia:
- Krzyż Srebrny Orderu Wojskowego Virtuti Militari nr 8112 – 27 lipca 1922[10],
- Krzyż Walecznych,
- Polowa Odznaka Pilota nr 38 – 11 listopada 1928 roku „za loty bojowe nad nieprzyjacielem w czasie wojny 1918-1920”[11].